# Robert Szewczyk
Robert Jan Szewczyk (* 19. Dezember 1980 in Olsztyn) ist ein polnischer Politiker (PO). Er ist seit 2024 Stadtpräsident von Olsztyn.

## Leben und Beruf
Robert Szewczyk studierte nach dem Schulbesuch in Olsztyn Administration an der dortigen Universität Ermland-Masuren. Er begann seine berufliche Tätigkeit nach dem Hochschulabschluss in der Verwaltung der Woiwodschaft Ermland-Masuren, bevor er in die Zuständigkeit des Woiwodschaftsmarschalls wechselte. Dort leitete er die Pressestelle und war zudem stellvertretender Büroleiter von Woiwodschaftsmarschall Jacek Protas. Später war er als Beamter im Amt für Kultur und Bildung sowie im Personalamt tätig.

## Politik
Robert Szewczyk ist Mitglied der Platforma Obywatelska. Bei den Selbstverwaltungswahlen 2010 wurde er erstmals in den Stadtrat von Olsztyn gewählt. Von 2018 bis 2024 war er Präsident des Stadtrats.
Bei den Selbstverwaltungswahlen 2024 kandidierte er für die Koalicja Obywatelska für das Amt des Stadtpräsidenten und wurde dabei vom bisherigen Amtsinhaber Piotr Grzymowicz unterstützt, der nicht mehr kandidierte. Er belegte im ersten Wahlgang mit 32,8 % der Stimmen den ersten Platz und erreichte damit die Stichwahl, in der er sich knapp mit 53,5 % der Stimmen gegen den bis 2008 amtierenden ehemaligen Stadtpräsidenten Czesław Jerzy Małkowski durchsetzen konnte.